# Pesem (petje)
V glasbi je pesem lahko kompozicija za glas ali glasove, ki se izvaja s petjem. Zborovsko ali vokalno pesem lahko spremljajo glasbeni instrumenti, ali pa tudi ne kot to velja za pesmi a cappella. Besedila pesmi so običajno poetično zapisana v rimah, čeprav so lahko to tudi verski verzi ali proza.

## Zgodovina
Pevci so bili so nosilci epskih zgodb in so mejili na igralce. Petje, ritmika in toni so pomagali pri spominjanju teksta in tako olajšali ohranjanje izročila in zgodb. V srednjem veku nastanejo prve večje reforme zborovskega petja, madrigali so tudi prve zgodnje oblike zborovskega petja, celo prva oblika popularne glasbe. Z renesančno reformo se pričenja tudi bolj resno šolanje glasu pevcev v samostanu.
Z renesanso se tudi ponovno predeluje umetnostno petje. Ponovno pevci postanejo aktivni animatorji ljudskega delovanja, podobno vlogo imajo pevci tudi v muslimanskih okoljih. Z barokom petje preide tudi v gledališče z razvojem opere, oblikujejo pa se tudi glasbene skupine s pevcem. Z romantiko postanejo pomembni samospevi, pomembno se utrdi operno petje, znanstveno pa se obravnava tudi ljudske tematike in zbira ljudske pesmi in običaje, da bi predstave in javno delovanje bilo bolj pristno.
S kasnejšimi modernizacijami in reformami klasične glasbe, pa tudi s popisom ljudskih izročil in mitologij, se glasbeni izraz spremeni predvsem v smislu gledališčne tradicije. Pojavijo se prvi muzikali, variete, burleske, kabaret. Vzporedno s tem nastanejo različni načini ohranjanja ljudskega izročila preko petja tedaj ohranjenih ljudskih pesmi.

## Izraz
Pevci so zaradi glasbenih zahtev pod zahtevami, da ustrezno interpretirajo zahtevano glasbeno podlago kot tudi besedilo. To zahteva od pevca ustrezno znanje o petju, pa tudi fizične sposobnosti ter ustrezno razumevanje javnega nastopanja. 

## Fizične odgovornosti pevca
Pevec mora paziti na telesno držo in skrbeti za glas ob naprezanju. 
Idealna telesna drža pevca se lahko doseže po slednjih smernicah:
1. Noge naj bodo rahlo narazen
2. Noge naj bodo ravne, kolena rahlo upognjena
3. Boke se izravna naprej
4. Hrbtenica naj bo poravnana
5. Trebuh stisnjen
6. Prsa udobno izbočena naprej
7. Ramena naj bodo usločena in potisnjena nazaj
8. Glava naj gleda naprej

Pevec ima lahko rahlo različne težave tako glede razpona kot čistosti tona. Veliko naporov s petjem se da urediti s šolanjem, upevanjem in vajami. Petje se da občutno izboljšati s pomočjo razumevanja mehanizmov oblikovanja glasu in organov, ki glas oblikujejo in uravnavajo tako ton, barvo, višino in glasnost petega zloga. 

## Lastnosti pevca
Pevca se klasificira po sposobnosti petja različnih tonov.

## Prednosti
Dokazano je, da petje zmanjšuje stres pri posamezniku in izboljšuje imunski sistem. Zborovsko petje kot organizirano druženje ob petju in vaja za javno nastopanju te učinke še povečuje, poleg tega pa zmanjša breme treme na več ljudi. 